# Au Cinéma ce soir
Au Cinéma ce soir ou initialement intitulée Ce soir... Au cinéma est une émission de télévision conçue et produite par Armand Panigel et réalisée par Solange Peter, diffusée le jeudi en première partie de soirée, sur la première chaîne nationale publique en noir et blanc de l'ORTF entre le 4 juillet 1969 et le 5 décembre 1974.
Cette émission est construite en trois parties. La première propose un panorama de l'actualité d'époque choisie par les producteurs ainsi que les principaux films à l'affiche cette année-là, accompagnée d'interviews d'acteurs et de réalisateurs, la deuxième projette un grand film de la même année, dont la notoriété ou la popularité est indiscutable puis un troisième volet est ajouté, permettant d'annoncer le sommaire de la prochaine émission.

## Contexte historique
Depuis le début des années 1950, la première chaîne publique RTF 1 devenue ORTF 1 dans les années 1960, consacre la diffusion d'un « grand film » de cinéma principalement dans la case du dimanche soir, encore nommée Film du dimanche soir. Dès les débuts de la télévision publique française nationale en 1945, la diffusion de longs-métrages de cinéma permet de combler l'antenne avec des contenus de qualité et ne nécessitant pas de grands moyens humains et techniques, notamment grâce à l'utilisation du télécinéma
.
À partir de 1949, une règle tacite visant à ne pas trop concurrencer l'industrie du cinéma limite la diffusion d'un grand film à la soirée du dimanche ou « Film du dimanche soir », pour éviter les effets observés en Amérique du Nord à cette période sur la chute de fréquentation des salles de cinéma au profit du grand succès des films à la télévision, secteurs dont les relations sont parfois complexes. Le dimanche connaît également une autre programmation cinéma l'après-midi sur la première chaîne, durant la période de la RTF puis de l'ORTF. Ainsi à cette période, le cinéaste Marcel L’Herbier appelle l’État français à définir une certaine chronologie des médias permettant de préserver l’activité des deux secteurs. Par ailleurs, la diffusion d'un grand film le dimanche soir répond aussi pour les dirigeants de la télévision, d'un besoin de repos pour les équipes techniques fortement sollicitées le reste de la semaine. Durant les années 1950 à 2005, le film du dimanche soir sur la première chaîne reste un rendez-vous récurrent,. À partir des années 1960, la télévision française adopte d'une grille horaire visant à fidéliser et habituer le téléspectateur à des rendez-vous réguliers parmi lesquels la case film du dimanche soir sur la première chaîne. Le rendez-vous cinéma de la soirée dominicale sur la première chaîne se consolide,.
Au tout début des années 1970, les sondages de mesure d'audience et de satisfaction de l'ORTF placent le film du dimanche soir sur la première chaîne parmi les programmes préférés des français, obtenant de 15,6 à 18,2 millions de téléspectateurs. Malgré quelques tentatives alternatives, le film du dimanche soir reste plébiscité par le public. Même quelques mois après l'éclatement de l'ORTF en 1975, le film de la soirée dominicale domine l'audience télévisuelle et permet à TF1 conserver sa première place. En dehors de quelques retransmissions en direct exceptionnelles de sport, de soirées électorales, d'importants événements d'actualité ou lors des périodes de fêtes de fin d'année, le film du dimanche soir est maintenu sur la première chaîne de l'ORTF devenue TF1 en 1975. Jusqu'en 1975, les trois chaînes de télévision française ont une programmation complémentaire pilotée par leur tutelle commune, l'Office de radiodiffusion-télévision française. Après l'éclatement ORTF, une certaine concurrence s'intensifie entre les deux chaînes publiques principales TF1 et Antenne 2, dont les missions sont similaires. À partir du milieu des années 1960, la diffusion de plusieurs films est proposée sur les deux chaînes nationales.
Après les événements de mai 1968 et le départ du général de Gaulle président de la République, le 28 avril 1969, l'élection de Georges Pompidou et son nouveau gouvernement réformateur piloté par Jacques Chaban-Delmas, la programmation des deux chaînes nationales publiques de l'ORTF est sensiblement modifiée. La programmation et la promotion des films est significativement revue car l'industrie du cinéma se plaint de la concurrence du petit écran affectant la fréquentation des salles. Jusqu'à la rentrée scolaire de 1972, le jeudi est traditionnellement le jour où les enfants n'ont pas classe; l'après midi et l'avant soirée à la télévision leur est consacrée. Pour les plus grands, la première chaîne propose depuis le milieu des années 1960, une case cinéma en soirée, certains jeudis ainsi que chaque dimanche, à 20h30.
Au début des années 1950, le journaliste François Chalais propose le rendez-vous télévisuel À vous de juger. Dans son premier volet, cette émission présente et commente quatre à cinq films venant de sortir au cinéma; le second volet traite un panorama complet de l'actualité du cinéma. En délivrant une certaine critique, l'émission propose toutefois au téléspectateur de faire son choix, en connaissance de cause et pour tous types de cinéma. L'émission est programmée le jeudi mais à cette époque, la télévision n'a pas encore fixé les critères pour fidéliser son public et la programmation de l'émission fluctue au fil des mois et des années soit le jeudi, soit le vendredi et elle peut être parfois déplacée en deuxième partie de soirée après 22h. En octobre 1953, l'émission prend le titre Plaisir du cinéma et François Chalais la coprésente provisoirement avec l'actrice Odette Joyeux pour une année. En novembre 1956, l'émission « Cinéma en liberté » d'une durée d'une heure est proposée chaque jeudi soir après le journal, jusqu'en avril 1957. En octobre 1960, Chalais qui produit aussi le mensuel « Cinépanorama » également le jeudi soir entre février 1956 et décembre 1962, cède sa place à Monique Chapelle qui reprend l'animation d'À vous de juger jusqu'en 1968.
Intitulée provisoirement « Ce soir... Au cinéma », l'émission se conforme dès 1970, aux titres des autres émissions alternatives de la même case du jeudi : Au Théâtre ce soir et « Au Music-hall ce soir », un rendez-vous conçu par Pierre Sabbagh.

## Télédiffusion
Le 4 juillet 1969 marque la toute première diffusion de l'émission; l'année choisie est 1935 et le long-métrage est la comédie La Kermesse héroïque réalisée par Jacques Feyder et Arthur Maria Rabenalt. À partir de 1973, l'émission est partiellement produite en couleur.
La dernière diffusion de l'émission est proposée le 5 décembre 1974, avec comme grand film, La Comédie du bonheur, réalisé en 1940 par Marcel L'Herbier. Au moment où l'émission va être supprimée de l'antenne, son producteur Armand Panigel propose dès le 16 septembre 1974 sur la troisième chaîne, L'Histoire du cinéma français par ceux qui l'ont fait, une série d'entretiens avec des cinéastes renommés.
L'émission reste diffusée le jeudi soir jusqu'à sa dernière édition de décembre 1974. À partir de janvier 1975, l'émission cinéma est remplacée par la diffusion d'une série française Jo Gaillard, jusqu'en avril 1975 puis Les Mohicans de Paris (série télévisée) à la rentrée 1975.
Au Sénat un an plus tard, lors de la séance du 9 décembre 1975, La sénatrice Catherine Lagatu interpelle le ministre concerné au sujet de la disparition de l'émission.
Le 19 janvier 1982 sur la chaîne publique FR3, l'émission La Dernière Séance animée par Eddy Mitchell, coproduite par le réalisateur Gérard Jourd'hui et l'expert cinéma Patrick Brion fait son apparition. Ce programme reprend sensiblement les mêmes ingrédients que la formule d'Au Cinéma ce soir créée en 1969 mais en tournant l'émission dans un ancien cinéma de quartier et sans les interviews.
En 1992, la chaîne commerciale privée La Cinq réutilise le titre « Au cinéma ce soir » pour une case cinéma, antérieurement intitulée Le Film ce soir en janvier 1988.
En avril 2023, le même titre est également repris pour l'album musical du pianiste Jean-Marc Luisada qui réunit différentes bandes originales de films.

## Générique
Le générique de l'émission évolue sensiblement entre 1969 et le début des années 1970. La première version présente uniquement des extraits sonores de films, illustrés par une série de photographies fixes, simplement animées avec un banc-titre. La version suivante du générique exploite les extraits des films avec les images animées.
Dans sa première version de 1969, la musique de l'indicatif est l'introduction orchestrale d'une chanson d'Albert Préjean intitulée « Dédé de Montmartre » sortie en 1939; bande originale du film Dédé la musique, réalisé par André Berthomieu et sorti en 1940. Elle est composée par Rogers Dumas, les paroles sont de Gaston Montho et orchestrée par Pierre Chagnon avec Maurice Alexander à l'accordéon.
Le premier extrait cinéma du générique est la séquence de « la partie de carte » du film Marius réalisé par Alexander Korda avec les dialogues de Marcel Pagnol, comprenant l'apostrophe : « Tu me fends le cœur ! », déclamée par Raimu.
Le deuxième extrait est celui de la chanson éponyme extraite du film de 1937 Ignace réalisé par Pierre Colombier, dont la musique est signée Roger Dumas et les paroles, Jean Manse. Elle est interprétée par Fernandel.
La séquence suivante est extraite du film Drôle de drame de Marcel Carné, dialogues de Jacques Prévert, mettant en scène Michel Simon et Louis Jouvet qui lui déclare : « Bizarre, bizarre ? Comme c'est bizarre ! ».
L'extrait suivant provient du film Hôtel du Nord de Marcel Carné sorti en 1938, séquence au cours de laquelle, Arletty s'écrie : « Atmosphère... Atmosphère ! Est-ce que j'ai une gueule d'atmosphère ? », s'adressant à Louis Jouvet.
La dernière séquence est celle du film Le Quai des brumes (film) où Jean Gabin face à Michèle Morgan, lui murmure : « T'as d'beaux yeux, tu sais... », avant de l'embrasser.
Le montage de la seconde version du générique commence directement par une séquence extraite du film Lola Montès (film) réalisé par Max Ophuls, sorti en 1955 avec la voix de Peter Ustinov qui arrangue le public pour présenter l'attraction féminine interprétée par Martine Carol.
Le reste du nouveau générique utilise successivement la partie de carte de Marius puis les extraits de Drôle de drame, Hôtel du Nord et Le Quai des brumes, avant le début instrumental de la chanson « Dédé de Montmartre » ou une version alternative avec la chanson du film de 1930 Le Chemin du paradis, réalisé par Wilhelm Thiele et Max de Vaucorbeil.